# Pestalozzi-Seminar
Das Pestalozzi-Seminar am Pastor-Badenhop-Weg in Burgwedel, Region Hannover enthält die Berufsfachschule Sozialassistent/in und die Fachschule Sozialpädagogik.
Die Ausbildungsgänge entsprechen den niedersächsischen Standards für die Ausbildung von Sozialassistenten und Erziehern. Am Ende einer Ausbildung wird nach erfolgreich abgelegter Prüfung ein staatlicher Abschluss vergeben.

## Geschichte
Die nach Johann Heinrich Pestalozzi benannte Schule wurde 1947 als evangelische Ausbildungsstätte für Kindergärtnerinnen gegründet und ist seit 1949 eine staatlich anerkannte Ersatzschule im beruflichen Bildungswesen Niedersachsens. Als Teil der Pestalozzi-Stiftung ist sie eine von mehreren evangelischen Ausbildungsstätten der Burgwedeler Stiftung. Die Ausbildung ist evangelisch geprägt und wird von der ev.-luth. Landeskirche Hannover unterstützt. Damit deckt diese Schule auch den besonderen Bedarf evangelischer Kindergärten an Erziehern, die im christlichen Sinne ausgebildet sind.

## Ausbildungsgänge
Die insgesamt etwa 150 Schüler mit ca. 20 Lehrern teilen sich in sechs Klassen auf die beiden Schulzweige auf.
- Die Berufsfachschule Sozialassistent/in (Fachrichtung Sozialpädagogik) mit 100 Schulplätzen bietet nach zweijähriger erfolgreicher Ausbildung den Abschluss als staatlich geprüfte/r Sozialassistentin/Sozialassistent. Der Abschluss ist Zugangsvoraussetzung für die Fachschule Sozialpädagogik. Gleichzeitig kann der erweiterte Realschulabschluss erworben werden.

- Die Fachschule Sozialpädagogik führt mit 50 Schulplätzen in zweijähriger Ausbildung zum Abschluss als staatlich anerkannte/r Erzieherin/Erzieher. Mit diesem Abschluss kann gleichzeitig die Fachhochschulreife erworben werden.

## Wohnheim

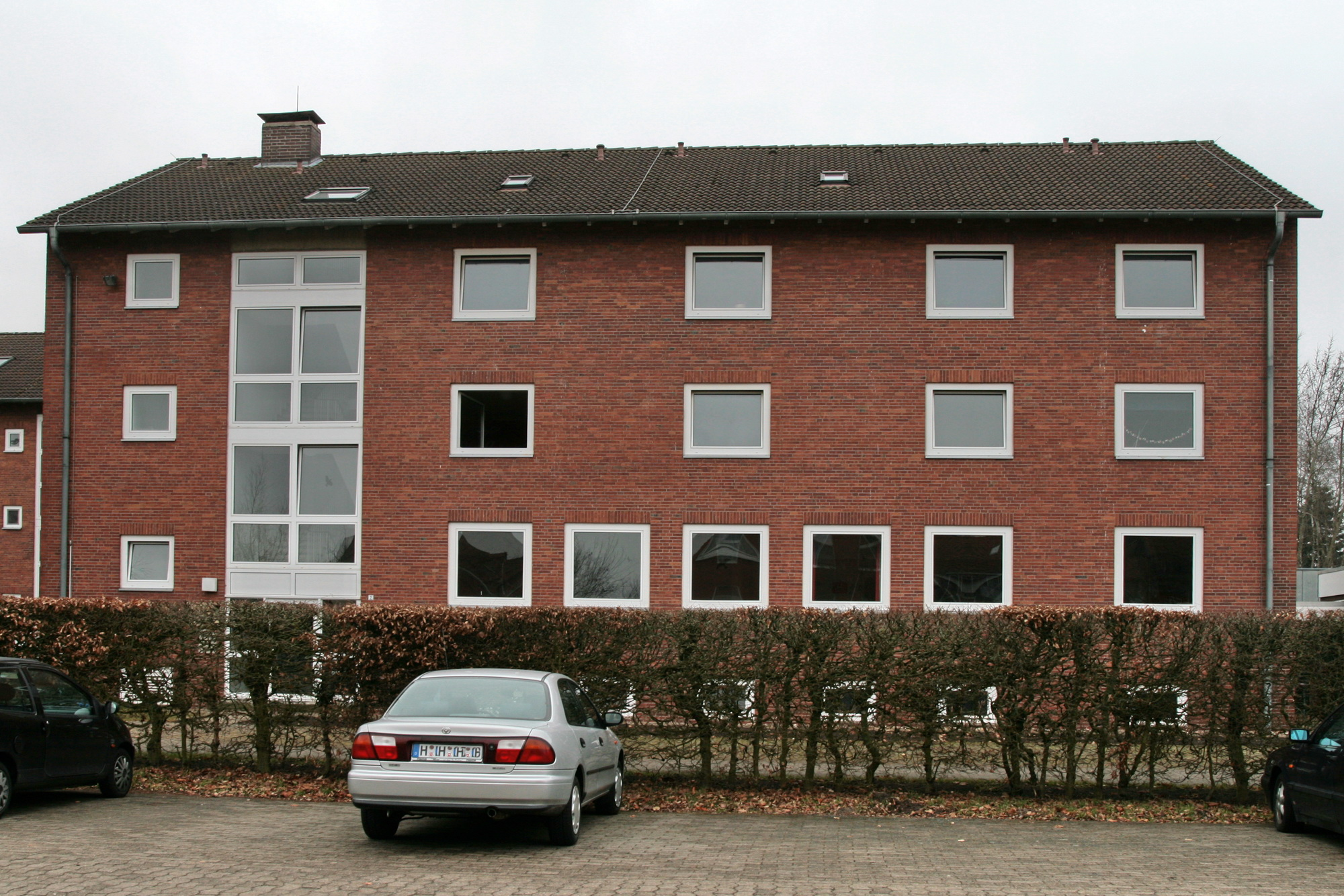
Jugendwohnheim des Pestalozzi-Seminars

Für auswärtige Schüler bietet ein angeschlossenes Jugendwohnheim 26 Einzelzimmer als Wohnmöglichkeit in unmittelbarer Nachbarschaft der Schule zur Miete an.